# Rosalind Ivanić
Rosalind Ivanić (rođena 1949.) je britanska lingvistica rođena u Jugoslaviji. Trenutno je počasna profesorica na katedri za lingvistiku i engleski jezik sa Sveučilišta Lancaster, Velika Britanija. Njeno se istraživanje fokusira na primijenjenu lingvistiku s posebnim naglaskom na pismenost, intertekstualnost, multimodalnu komunikaciju, pismenost odraslih osoba, obrazovnu lingvistiku, kritičku svijest o jeziku, interpunkciju i pisanje drugog jezika. Uz Theo van Leeuwen, Davida Bartona, ona se smatra najistaknutijim istraživačima pismenosti. 

## Karijera
Ivanić je između 1970. i 1985. u Devonu, Londonu i Stocktonu u Kaliforniji učila engleski jezik, opismenjavanje i vještine učenja djece i odraslih. 
Radila je kao direktorica Odjela za jezičnu potporu na Westminster Kingsway Collegeu u Londonu, Ujedinjeno Kraljevstvo. Također, predavala je pismenost, jezik i učenje odraslih na Garnett Collegeu za nastavnike u daljnjem i visokom obrazovanju prije nego što se pridružila osobama na Lancasteru 1986. godine. 
Obavljala je funkciju redovitog člana Odjela za lingvistiku i engleski jezik Sveučilišta Lancaster između 1986. i 2008. 
Od 2002. godine bila je izvanredna ravnateljica Centra za istraživanje pismenosti Sveučilišta Lancaster, a u rujnu 2008. godine imenovana je profesorom Emeritom. 

## Istraživanje
Istraživanja su se fokusirala na pismenost, intertekstualnost, primjene teorije reprezentacije Theo van Leeuwen, prakse akademskog diskursa, pisanje prakse u akademskim i neakademskim okruženjima, povezanost istraživanja i prakse, multimodalna komunikacija, pismenost odraslih, obrazovna lingvistika, kritička osviještenost jezika, interpunkcija i pisanje drugog jezika. 
Ivanić je 1994. godine, zajedno s istraživačkom skupinom za pismenost Lancaster, uključujući Davida Bartona, tvrdila da pismenost nije vještina, već skup praksi koje su kulturno oblikovane i ugrađene u društveno djelovanje:
1. diskurs vještina
2. diskurs kreativnosti
3. Procesni diskurs
4. Žanrovski diskurs
5. Društvene prakse diskursa
6. Sociopolitički diskurs

## Publikacije
Ivanić objavljuje u nekoliko glavnih časopisa poput Journal of Second Language Writing, Literary and Linguistic Computing, and Language and Education. 